# Velasc el Gascó
Balaixk al-Jalaixqí o Velasc el Gascó (àrab: بلشك الجلشقي, Balaxk al-Jalaxqī) fou valí de Pamplona profranc a les primeries del segle ix.
El 798 Guillem de Tolosa, que coordinava les operacions per conquerir al-Tagr al-Ala en nom de Lluís el Pietós, convocà la Dieta de Tolosa a la qual assistiren ambaixadors d'Alfons II d'Astúries i Bahlul Ibn Marzuq,
Arran d'aquesta reunió, el 799, Mutàrrif ibn Mussa ibn Fortun, dels Banu Qassi, sospitós de ser aliat de l'emirat de Qúrtuba, fou assassinat a Pamplona. Aquest fet fa pensar en un augment d'una facció dels partidaris dels francs que encarnava els interessos dels estats cristians veïns, l'Imperi Carolingi i el regne d'Astúries, tot contenint la influència de l'emirat de Qúrtuba als Pirineus occidentals.
Aquest període d'ascens del grup profranc durà fins al 816, amb la batalla de Pancorbo, on el general andalusí Abd-al-Karim ibn Abd-al-Wàhid ibn Mughith derrotà la host dirigida per Velasc, a qui els andalusins anomenaren l'«Enemic de Déu», segons el cronista Ibn Hayyan. Velasc hi morí juntament amb García López, parent d'Alfons II d'Astúries, Sanç, cavaller de Pamplona, i el guerrer pagà Ṣaltān.
Els cordovesos anomenaven majus els vascons no cristians. Segon el Muktabis d'Ibn Hayyan, en una expedició cordovesa contra Pamplona el 816, fou lliurada una batalla que durà 13 dies (Batalla de Pancorbo), on hi moriren molts enemics i entre ells Ṣaltān, el millor cavaller dels majus, que serien els vascons pagans. Sánchez Albornoz diu que el nom correcte en seria Zaldún, que és típicament basc. Ṣaltān podria ser el mateix Sarhabil ibn Saltan ax-Zawagí que anteniorment havia estat aliat de Amrús ibn Yússuf, al servei d'Ayxun ibn Sulayman ibn Yaqdhan al-Arabí, valí de Barcelona.
La derrota dels partit profranc sembla que deixà el poder sobre Pamplona en mans d'una altra facció que seria dirigida pel futur rei Ènnec I de Pamplona, qui un quart de segle més tard uniria el seu llinatge al dels Banu Qassi, en rebel·lia contra l'emirat de Qúrtuba, establint el regne independent de Pamplona.